# Корисні копалини Демократичної Республіки Конго
Корисні копалини Демократичної Республіки Конго.

## Загальна характеристика
ДР Конго займає 1-е місце серед країн світу за запасами руд кобальту, танталу, ґерманію і техн. алмазів, провідне місце на континенті за запасами руд міді, вольфраму, олова, ніобію, кадмію. Крім того, важливими корисними копалинами є: нафта, газ, вугілля, золоті і срібні руди (табл.).
Таблиця. — Основні корисні копалини Конго (Заїр) станом на 1998-1999 рр.
| Корисні копалини                       | Запаси       | Запаси   | Вміст корисного компоненту в рудах, % | Частка у світі, % |
| Корисні копалини                       | Підтверджені | Загальні | Вміст корисного компоненту в рудах, % | Частка у світі, % |
| Алмази, млн кар. -природних -ювелірних |              | 50 4     |                                       | 4,2 0,9           |
| Боксити, млн т                         | 75           | 710      | 40 (Al2O3)                            | 0,3               |
| Вольфрам, тис. т                       | 2            | 8        | 0,1 (WO3)                             | 0,1               |
| Залізні руди, млн т                    | 50           | 2170     | 47 (Fe)                               |                   |
| Золото, т                              | 60           | 196      | 1,4–4 г/т                             | 0,1               |
| Кобальт, тис. т                        | 2000         | 2500     | 0,31 (Со)                             | 36                |
| Марганцеві руди, млн т                 | 2            | 70       | 38 (Mn)                               | 0,1               |
| Мідь, тис. т                           | 23650        | 25800    | 3,98 (Cu)                             | 3,5               |
| Нафта, млн т                           | 25,6         |          |                                       |                   |
| Пентоксид ніобію, тис. т               | 32           | 91       | 1,5                                   | 0,34              |
| Олово, тис. т                          | 210          | 400      | 0,2                                   |                   |
| Природний горючий газ, млрд м³         | 1            |          |                                       |                   |
| Свинець, тис. т                        | 865          |          |                                       |                   |
| Срібло, т                              | 2000         | 6000     | 200 г/т                               | 0,4               |
| Вугілля, млн т                         | 600          | 1000     |                                       |                   |
| Цинк, тис. т                           | 865          | 7000     | 2 (Zn)                                | 0,3               |
| Уран, тис. т                           | 1,8          | 3,5      | 0,2                                   | 0,1               |
| Пентоксид танталу, т                   | 1800         | 4500     | 0,04 (Та2О5)                          | 2,35              |
| Берилій, тис. т                        | 3            | 20       | 0,14 (ВеО)                            | 1,3               |

## Окремі види корисних копалин
Нафта і газ. У вузькій прибережній смузі шельфу виявлено декілька невеликих нафтових і газових родовищ, які належать до Кванза-Камерунського нафтогазоносного басейну. Продуктивні пісковики нижньої та верхньої крейди на глибині 400–950 м і 2300–3000 м. Нафта має густину 845–865 кг/м³, малосірчиста (0,11 %), з високим вмістом парафіну. У центрі країни (500 тис. км²) виділяють Конголезький НГБ, виконаний континентальною теригенною товщею (до 5 км) палеозою-мезозою.
Вугілля. Основні родовища кам'яного вугілля розташовані в провінції Шаба (Катанга) — басейни Лукуга і Луена-Луалаба. Вугленосними є породи верхнього карбону — пермі. Пласти залягають горизонтально або полого і придатні для відкритої розробки. Вугілля газове, із вмістом летких 30–34 %, зольність 15–20 %, вологість 5–6 %, теплота згорання 20-22 МДж/кг.
Олово і вольфрам. За ресурсами олова Конго-Кіншаса займає 7-е місце серед країн світу (після Бразилії, Китаю, Індонезії, Малайзії, Таїланду і Росії) — 5,3 % світових ресурсів (2,5 млн т). Родовища вольфрамових і олов'яних руд значні. Вони розташовані в районі Манієма на півночі країни.
Золото. Родовища руд золота в основному корінні (райони Кіло, Мото і Намойа). Крім того, є багаті золотоносні розсипи та комплексні руди.
Кобальт, мідь, ґерманій, супутні метали. Демократична Республіка Конго має в своєму розпорядженні найбільші у світі запаси кобальту. Мідно-кобальтові родовища стратиформного типу приурочені до одного з найбільших районів розвитку мідянистих пісковиків — Катанга-Родезійського мідного поясу Центральної Африки. На території ДРК зосереджені стратиформні родовища мідних руд, де вони утворюють Мідний пояс (Катангський мідний пояс), що проходить по південній частині країни, в провінції Шаба (Катанга) і має протяжність 300 км. Руди комплексні — мідні, мідно-кобальтові і мідно-поліметалічні, приурочені до формації Роан (верхній протерозой) Катангської системи. Потужність рудних тіл — від 2 до 35 м, довжина за простяганням — від десятків метрів до 1 км і більше. Виразно виражена зона окиснення потужністю зазвичай біля 70-80 м. Зона повторного збагачення виявлена слабо. Середні вмісти кобальту в первинних сульфідних рудах становлять 0,1–0,5 %, рідше 1–2 %, в окиснених — до декількох процентів. Руди представлені халькопіритом, сфалеритом, борнітом, халькозином, ковеліном, лінеїтом, каролітом, сферокобальтитом і окисними мінералами міді. Присутні ґерманій, срібло, кадмій, золото, платина, уран. Запаси ґерманію в комплексних мідно-цинкових рудах родовища Кіпуші найбільші у світі.
Рідкісні метали поширені в Кібарському поясі: танталоніобати, пірохлори в карбонатитах, берилієві та літієві руди. Основні родовища танталових руд пов'язані з пегматитами провінції Ківу (родовища Кабунга, Кабугірі, Чонка, Ньябесі, Ньєтубу, Лубілоква, Ньямембе, Вамері, Езезе, Біонга). Найбільшими є розсипи танталіту Ідіба. До найбільших у світі за запасами оксиду ніобію (400 тис. т, вміст в руді 0,5–1,34 %) належить масив Луеш в провінції Ківу. Аналогічні пірохлорові руди розвідані в масиві Бінгі (200 тис. т, 2,4–3,6 %). Запаси руд ніобію в пегматитах Північного Лугула та ін. оцінюються в 580 тис. т оксиду ніобію. Ресурси берилію також пов'язані з комплексними рудами редкіснометалічних пегматитів (родов. Кабунга, Кабугірі, Кобо-Кобо і т. д.).
Алмази. Понад 60 % алмазів Конго представлені технічними сортами, 30–35 % — напівдорогоцінними, і тільки 5 % — ювелірними. Основні запаси зосереджені в провінції Східний Касаї і на кордоні з Анголою. Родовища корінні і розсипні (Касаї-Лунда). Найбагатші розсипи — Чіманга, Мбужі-Маї (Бакванга), Лубі, Касаї-Чікапа.
Малахіт. На Катанзькому мідному поясі зустрічається ювелірно-виробний малахіт (азур-малахіт).
Інші корисні копалини. У Конго розташовані перспективні родовища марганцевого залізняку, бокситів, а також є руди і вияви урану, фосфоритів, азбесту, бариту, слюди, сірки.